# Alex Bally
Carl Alexander „Alex“ Bally (* 24. Dezember 1936 in Schönenwerd) ist ein Schweizer Schlagzeuger des Modern Jazz.

## Leben und Wirken
Bally spielte nach seinem Schulabschluss in der französischsprachigen Schweiz zunächst in mit lokalen Musikern aus der Umgebung seines Heimatortes in Schönenwerd, Aarau und Olten. Im Trio der Pianistin Elsie Bianchi Brunner trat er im Basler Atlantis auf. Auf dem Jazz Festival Zürich wurde er erstmals als Perkussionist ausgezeichnet. In den späten fünfziger Jahren lebte er in Zürich, wo er studierte und Klavierunterricht am Konservatorium besuchte; er wurde zu einem der ständigen Drummer im Café Africana. Er war Mitglied der Bands von Remo Rau, Hans Kennel, Kurt Weil und Pepe Lienhard, fand aber auch Gelegenheit, mit Dollar Brand (Abdullah Ibrahim), Barney Wilen, Joe Turner, Fernando Vicenzio oder Franco Ambrosetti zu jammen. Er gastierte mit dem Quintett von Remo Rau und Bruno Spoerri auf dem Jazzfestival Lugano und mit der Swiss All Star Combo (mit Hans Kennel tp, Freddy Meier ts, Nick Bertschinger p, Alby Cullaz b) im Pariser Club Le Chat Qui Pêche. Im Anschluss gehörte er vier Jahre lang zur Hausband des Clubs und begleitete Gastsolisten wie Woody Shaw, Chet Baker, Nathan Davis, Eric Dolphy, Donald Byrd und Herbie Hancock. Durch die Vermittlung der in Paris arbeitenden Kollegen Kenny Clarke und Art Taylor gewann er ein Hall of Fame Scholarship des Down Beat Magazine mit einem Aufenthalt am Berklee College of Music. Nach diesem Musikstudium zog er nach New York City; er spielte im Quartett von Eddie Daniels und Roland Hanna und Charlie Haden;  im Trio der Jazzsängerin Chris Connor trat er 1969 beim Jazzfestival von Toronto auf.
Zurück in Zürich half er beim Aufbau der Konzertorganisation Modern Jazz Zürich. Zwischen 1970 und 1974 wirkte er in zahlreichen Jazz-Live-Konzerten des Schweizer Radio mit, spielte im Trio von Irène Schweizer und war Mitglied von Hans Kollers Free Sound. Mit Peter Giger und Marc Hellman spielte er im Drum Circus, zu dem u. a. auch der Schweizer Mundartrocker Polo Hofer gehörte. Dann ging er nach Deutschland, wo er zusammen mit Frank St. Peter die Gruppe Music Community leitete in der auch Lee Harper, Leszek Zadlo, Rudi Fuesers, Hermann Breuer, Dave King, Larry Porter und Rocky Knauer spielten und mit der er an zahlreichen Jazzfestivals in Europa teilnahm. Auch spielte er mit der Jazzcrew Stuttgart um Frédéric Rabold, Bernd Konrad, Paul Schwarz und Jan Jankeje. Zuletzt war er Mitglied der deutschen Polit-Rock-Gruppe Eulenspygel, bevor er zurück in die Schweiz ging. Mit Hans Kennel und Paul Haag leitete er die Gruppe Jazz Community. Die Band galt 1979 als beste Schweizer Jazzgruppe und trat u. a. am Jazz Festival Montreux auf. Daneben leitete er mit Fredy Studer das Paiste Drummer Service und gab Unterricht an der Jazzschule Luzern. 1983 gründete er das Swiss Drum Orchestra, mit u. a. Michal Urbaniak, Urszula Dudziak, Vladyslav Sendecki, Tom van der Geld und Kenneth Johnson und tourte während 4 Jahren erfolgreich in ganz Europa.
Bally lebt heute in Portugal arbeitet als freier Musiker. Zusammen mit Gabriele Comeglio leitet er die Gruppe Milano Jazz Community, die auch als Konzertband mit internationalen Gastsolisten wie Slide Hampton, Mauro Parodi, Emilio Soana, Mario Rusca und Riccardo Fioravanti auftritt.

## Diskografie
- Jazz Community (Bellaphon, 1979)
- Music Community (Amayana, 1975)
- Hans Koller Free Sound: Phoenix (MPS, 1972, mit Albert Mair, Adelhard Roidinger)
- Jan Jankeje: Sokol (Jazzpoint Records, 1976)
- Swiss Drum Orchestra: Live at Montreux (alexbally-music)